# Argos (Hund)

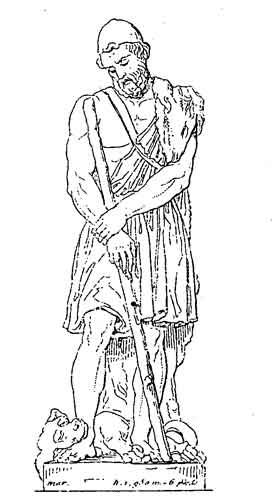
Odysseus und Argos

Argos (altgriechisch Ἄργος Árgos) ist im altgriechischen Epos Odyssee von Homer der Jagdhund des Odysseus, der im Palast von Ithaka 20 Jahre lang auf seinen Herrn wartet. Bei Odysseus’ Rückkehr erkennt ihn Argos. Er ist aber zu schwach, sich vom Misthaufen zu erheben, auf dem er, von Ungeziefer zerfressen, liegt, wedelt nur mit dem Schwanz, senkt die Ohren und stirbt darauf.
Er trug – wohl wegen seiner besonderen Wachsamkeit – denselben Namen wie der hundertäugige Riese der griechischen Mythologie.